# Pedetontus yosemite
Pedetontus yosemite är en insektsart som beskrevs av Sturm 2001. Pedetontus yosemite ingår i släktet Pedetontus och familjen klippborstsvansar. Inga underarter finns listade i Catalogue of Life.